# Symfonie nr. 38 (Mozart)
De 38e Symfonie in D Groot KV 504, ook wel de 'Praagse' genoemd, schreef Wolfgang Amadeus Mozart eind 1786. De première vond plaats op 19 januari 1787 in Praag, een paar weken nadat zijn opera Le Nozze di Figaro daar werd opgevoerd.
Het werk is geschreven voor het normale klassieke orkest, alleen de klarinetten ontbreken. 

## Delen
De symfonie heeft drie delen:
1. Adagio - allegro in d majeur.
2. Andante in g majeur.
3. Finale, Presto in d majeur.

Wat meteen opvalt is dat het menuet ontbreekt, in die tijd een normaal onderdeel van een symfonie. Desondanks is dit een voldragen symfonie.
Het eerste deel opent met het duistere, majestueuze Adagio, met reminiscenties aan de donkere ouverture van Don Giovanni, die Mozart enkele maanden later zou schrijven. Het Adagio staat voor het grootste gedeelte geschreven in d mineur. Nadat het langzaam tot stilstand is gekomen, beginnen de strijkers met het Allegro. Ongebruikelijk syncopen geven het nieuwe thema aan, dat opgevangen wordt door de blazers, en even later door het hele orkest.
In de expositie komen in totaal zes thema's aan bod, die daarna in een heel contrapuntische doorwerking terugkomen. De doorwerking vervaardigde Mozart door steeds een thema toe te voegen. Ten slotte komt het hoofdthema van de symfonie tevoorschijn en gaat de symfonie verder naar de reprise, en komt het eerste deel tot een eind.
Het lyrische tweede deel, waar de eerste viool een belangrijke rol speelt in het aankondigen van thema's, is een typisch langzaam symfonisch deel zoals Mozart die in deze periode schreef. Hij neigt veel naar mineur, maar stabiliseert toch naar majeur.
Een groot contrast met het tweede deel is het derde deel, dat met zijn levendige thema's (vaak door de fluit gespeeld) een vrolijk eind vormt van de symfonie. De thema's hebben allemaal iets van elkaar weg, maar zijn toch allemaal verschillend. In de doorwerking komen ze terug.
1 · 2 · 3 · 4 · 5 · 6 · 7 · 8 · 9 · 10 · 11 · 12 · 13 · 14 · 15 · 16 · 17 · 18 · 19 · 20 · 21 · 22 · 23 · 24 · 25 · 26 · 27 · 28 · 29 · 30 · 31 · 32 · 33 · 34 · 35 · 36 · 37 · 38 · 39 · 40 · 41
- Bibliothèque nationale de France: cb13915237f (data)
- Catàleg d'autoritats de noms i títols de Catalunya: 981058524985406706
- Gemeinsame Normdatei: 300111126
- Library of Congress Control Number: n81118722
- MusicBrainz work: 7a1a2491-ffda-3ce6-a0e2-f59748dee68e
- Nationale Bibliotheek van Israël: 987007429551305171
- Virtual International Authority File: 175011143